# マルシリン駅
マルシリン駅（マルシリンえき、英語 : Marsiling MRT Station）は、シンガポールの北部にあるMRT南北線の高架駅。

## 駅構造
島式1面2線のホームを持つ駅。
| A | ■南北線 | ジュロン・イースト方面 |
| B | ■南北線 | マリーナ・ベイ方面     |

## 歴史
- 1996年2月10日 開業
- 2012年3月14日 ホームドアが運用開始